# Hexachlorofeen
Hexachlorofeen is een organische verbinding met als brutoformule C13H6Cl6O2. Het is een reukloos en wit kristallijn poeder.

## Toepassingen
De stof wordt voornamelijk gebruikt als ontsmettingsmiddel, anti-bacteriemiddel en is verwant met 2,4,5-trichloorfenoxyazijnzuur en 2,4-dichloorfenoxyazijnzuur. Handelsnamen van deze stof zijn Acigena, Almederm, AT7, AT17, Bilevon, Exofene, Fostril, Gamophen, G-11, Germa-Medica, Hexosan, Septisol en Surofene. De stof is in zeer kleine hoeveelheden terug te vinden in zeep en tandpasta.

## Toxicologie en veiligheid
De stof ontleedt bij verhitting of bij verbranding met vorming van giftige en irriterende dampen, onder andere waterstofchloride. Hexachlorofeen is zeer toxisch en vooral voor waterorganismen.